# Порва (Старозятцинське сільське поселення)
По́рва (рос. Порва) — присілок в Якшур-Бодьїнському районі Удмуртії, Росія.
Населення — 25 осіб (2010; 9 в 2002).
Національний склад (2002):
- росіяни — 89 %